# Takko
Takko Fashion ist ein 1982 von der Hettlage-Gruppe als Modea gegründetes Modeunternehmen mit Sitz in Telgte (Westfalen). Das Sortiment umfasst Mode, Wäsche und Accessoires für Damen, Herren, Kinder und Babys.
Mit rund 1100 stationären Filialen in Deutschland sowie einem Onlineshop und einer mobilen Shopping-App gehört Takko Fashion zu den 17 größten Bekleidungseinzelhändlern Deutschlands. Europaweit verfügt der Modeanbieter über fast 2000 Filialen in 17 Ländern und beschäftigt rund 18.000 Mitarbeiter.

## Geschichte

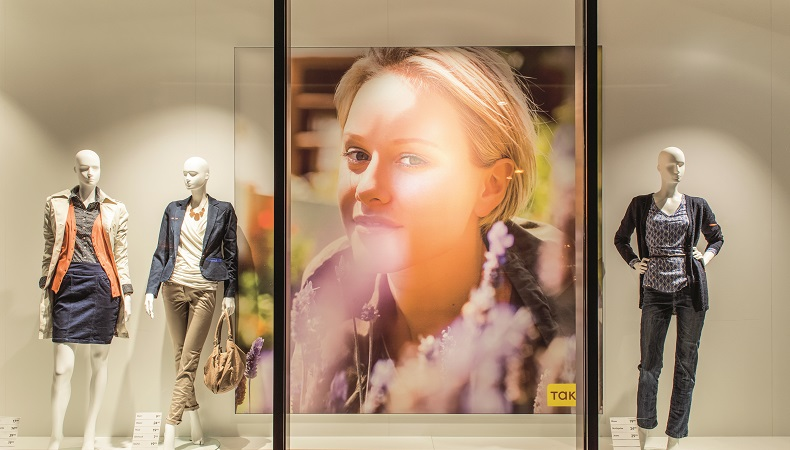
Schaufensterauslage

Gegründet wurde der Filialist 1982 unter dem Namen Modea durch die Hettlage-Gruppe. 1990 stieg der Tengelmann-Konzern als Mehrheitsgesellschafter ein. 1999 erfolgte die Umbenennung in Takko ModeMarkt GmbH & Co. KG und der Verkauf an den Finanzinvestor Permira. Das Unternehmen firmiert heute mit acht nationalen und internationalen Tochtergesellschaften unter dem Namen Takko Holding GmbH. 2007 bis 2010 war das globale Private-Equity-Unternehmen Advent International Hauptgesellschafter. Takko Fashion erhielt Ende 2009 einen Relaunch mit neuem Logo und neuen Looks in den Filialen. Im Dezember 2010 wurde das Unternehmen an den britischen Investor Apax verkauft.
Im April 2016 startete Takko Fashion seinen eigenen Onlineshop als zusätzlichen Vertriebskanal sowie seinen Omnichannel.

### Geschäftsführung
Im September 2020 verließ der für den Vertrieb zuständige Geschäftsführer Ulli Eickmann das Unternehmen. Im Oktober 2020 kündigte der Geschäftsführer Alexander Matschull seinen Austritt an, nachdem der Versuch, große Anteile am Unternehmen zu übernehmen, fehlgeschlagen war. Im Januar 2021 schied Andreas Silbernagel als letztes Mitglied der Geschäftsführung aus. Die Interimsführung wurde von Karl-Heinz Holland, dem bisherigen Vorsitzenden des Takko-Beirats, übernommen. Holland war jedoch nur sieben Tage im Amt. Nach knapp zwei Monaten in der Geschäftsführung wurde am 25. Mai 2021 in einer Pressemitteilung bekannt, dass der neue Geschäftsführer Markus Rech das Unternehmen verlässt und Karl-Heinz Holland wieder die Interimsführung übernimmt. 2021 erweiterte Takko Fashion seine Geschäftsführung um Kurt Rosen als Chief Financial Officer, Thomas Füllhaas als Chief Operations Officer und Sebastian Weber als Chief Product Officer. Seit Mai 2022 wurde Tjeerd Jegen, der ehemalige CEO der niederländischen Warenhauskette HEMA, neuer Geschäftsführer von Takko Fashion. Er wechselte im Oktober 2023 zur Accell Group, die Leitung von Takko teilten sich die übrigen Geschäftsführer. Seit dem 16. Januar 2024 zeigt sich Martino Pessina als Geschäftsführer von Takko Fashion verantwortlich, der mehr als 20 Jahre für H&M tätig war.

### COVID-19-Pandemie
Aufgrund der COVID-19-Pandemie in Deutschland musste Takko Fashion im März 2020 seine Filialen schließen. Daraufhin beschwerte sich das Unternehmen zusammen mit Woolworth, KiK, TEDi und Roller in einem Brandbrief beim Bundeswirtschaftsminister Peter Altmaier über die Schließungen im Einzelhandel: „Während der stationäre Handel inzwischen weitgehend alle Standorte aufgrund behördlicher Anweisung schließen musste, können der Online-Handel und bestimmte Voll-Sortiment-Handelsunternehmen weiterhin Geschäft machen. Dies ist eine große Ungerechtigkeit.“
Im Februar 2021 beantragte Takko Fashion vom Land Nordrhein-Westfalen eine Landesbürgschaft. Nach eigenen Angaben kostete der Lockdown das Unternehmen jede Woche 10 Millionen Euro. Die Gespräche um die Bürgschaft waren Anfang März 2021 gescheitert. Beide Parteien wiesen sich danach gegenseitig die Schuld zu. Laut Takko wären die auferlegten Kreditbedingungen nicht zu erfüllen gewesen. Die Landesregierung Nordrhein-Westfalen wies dies zurück und erklärte: „Boni, Beratungskosten und Anleihezinsen können nicht Gegenstand staatlicher Unterstützung sein. Es kann nicht sein, dass der Steuerzahler und die Mitarbeiter die Hauptlast tragen müssen und der Anteilseigner weitgehend außen vor bleibt.“ Takko Fashion hatte dazu Stellung bezogen und erklärt, dass auch Banken sowie Eigentümer bereit gewesen seien, finanzielle Mittel für die Zinszahlungen zur Verfügung zu stellen. Ebenso hätte sich das Management bereit erklärt, auf jegliche Bonuszahlungen zu verzichten. Außerdem sei der weitaus größte Teil der Beraterkosten durch die Folgen der staatlich verordneten Filialschließungen angefallen. Am 15. März 2021 gab Takko bekannt, dass man von Eigentümer, Investoren und Banken einen Überbrückungskredit in Höhe von 54 Millionen Euro zugesagt bekommen hatte, der es ermöglichte, die operativen Kosten kurzfristig zu decken.

### Restrukturierung, Eigentümerwechsel
Im Zuge von Restrukturierungsbemühungen weigerte sich Eigentümer Apax, zusätzliches Eigenkapital bereitzustellen. Da die Anleihegläubiger, angeführt von Silver Point Capital, Albacore (künftig eine Tochter von Mitsubishi UFJ) und Napier Park (eine Tochter von First Eagle Investments), bereit waren, ihr bisher gewährtes Fremdkapital in Eigenkapital umzuwandeln, übernahmen sie 2023 die Anteilsmehrheit an Takko. Silver Point Capital ist bereits zweitgrößter Aktionär des britischen Modehändlers Pepco Group.

## Geschäftstätigkeit
Takko Fashion ist in 17 europäischen Ländern im Bekleidungseinzelhandel aktiv. Das Sortiment des Unternehmens umfasst Damen-, Herren-, Kinder- und Babymode sowie Wäsche und Accessoires. 2017 launchte das Unternehmen eine Eigenmarke für Plus-Size-Fashion.
Der Großteil der Filialen des Unternehmens befindet sich in Fachmarktlagen, innerstädtischen Einkaufszentren und Stadtteillagen.
Neben dem stationären Handel betreibt Takko Fashion seit April 2016 einen Onlineshop und bietet seit März 2022 ein digitales Kundenbindungsprogramm in Form einer Shopping-App an. Der Onlinehandel macht jedoch bisher (Stand 2022) weniger als 10 % des Umsatzes aus.

### Standorte
Aktuell (2022) betreibt die Takko Holding GmbH mit ihren Tochtergesellschaften fast 2.000 Filialen, davon etwa 1.100 in Deutschland. Die internationale Expansion startete im Jahr 2000. Weitere rund 900 Takko Fashion-Filialen befinden sich europaweit in den Niederlanden, Österreich, Belgien, Tschechien, der Slowakei, Ungarn, Rumänien, der Schweiz, Polen, Kroatien, Slowenien, Estland, Italien, Litauen, Serbien und Frankreich. Bis 2016 bestand in Russland eine Kooperation mit einem Joint-Venture-Partner. Die Logistikzentren des Unternehmens befinden sich in Telgte, Winsen (Luhe) und dem slowakischen Senec.

### Sonstiges

#### Takko Fashion Akademie
Das Unternehmen unterhält ein Ausbildungscenter in Sarstedt.

#### Soziales Engagement
2008 gründete das Unternehmen die Takko School im südindischen Tiruppur, an der fast 200 Kinder und Jugendliche aus sozial schwachen Familien unterrichtet werden und einen anerkannten Schulabschluss machen können.
Der gemeinnützige Verein Takko hilft e. V. unterstützt Einrichtungen und Institutionen für Kinder und Jugendliche regelmäßig mit Sach- und Geldspenden.
Seit 1. Oktober 2011 ist Takko Fashion als einziger deutscher Modefilialist im Niedrigpreissegment Mitglied der Non-Profit-Organisation Fair Wear Foundation, die sich für eine langfristige Verbesserung der Arbeitsbedingungen in der Bekleidungsindustrie einsetzt.
Takko ist Mitglied von Better Cotton.
Als Unterzeichner des International Accord verfolgt Takko Fashion das Ziel, den Brandschutz und die Gebäudesicherheit in den Produktionsstätten zu verbessern.
Um Verantwortung für die Nachhaltigkeit entlang der gesamten Lieferkette zu übernehmen, hat sich das Unternehmen dem Bündnis für nachhaltige Textilien angeschlossen.
Takko Fashion ist zudem Mitglied des Programms Fur Free Retailer (Pelzfreie Einzelhändler).

### Unternehmensstruktur
Unter der Takko Holding GmbH existieren folgende Tochtergesellschaften:
- Takko Fashion kft., Ungarn (100 %)
- Takko Fashion s.r.o., Tschechien (100 %)
- Takko International Einkaufsgesellschaft mbH, Deutschland (100 %)
- Takko Logistik & Service GmbH, Deutschland (100 %)
- Takko ModeMarkt GmbH, Deutschland (100 %)
- Takko Nederland B.V., Niederlande (100 %)
- Takko Personalleasing GmbH, Deutschland (100 %)
- Takko Verwaltungs GmbH, Deutschland (100 %)

## Kritik
Am 21. Januar 2004 veröffentlichte Spiegel Online einen Bericht, dass Takko Fashion alle Mitarbeiter über 50 Jahre entlässt, da sie nicht länger in das Unternehmenskonzept passen würden. Diese Aktion und die Tatsache, dass Takko Fashion bis heute noch keinen Betriebsrat hat, brachte Takko Fashion in das öffentliche Medieninteresse.
Im November 2012 tauchte ein interner E-Mail-Verkehr auf, aus dem hervorgeht, dass mindestens 50.000 Textilien für Takko über eine Bestellung bei der Global Fashion Support GmbH in chinesischen Gefängnissen produziert worden waren. Nach Unternehmensangaben war diese Praxis im Sommer 2012 eingestellt worden, da man mit der über chinesische Subunternehmer vermittelten Leistung nicht zufrieden gewesen sei. Eine Kontrolle der Produktionsstandorte fand seitens Takko Fashion nicht statt, es sei lediglich eine postalische Adresse bekannt gewesen, aus der nicht hervorgegangen sei, dass es sich um Gefängnisse handele. „Das verstößt klar gegen unsere Verhaltensregeln und gegen die Abmachungen, die wir mit GFS getroffen haben“, sagte eine Unternehmenssprecherin von Takko Fashion.